# Karolina Pavlova
Karolina Karlovna Pavlova (nata Janisch; Jaroslavl', 10 luglio 1807 – Dresda, 2 dicembre 1893) è stata una scrittrice russa.

## Biografia
Di origini tedesche, era perfettamente trilingue in tedesco, russo e francese. Distintasi come una delle più importanti scrittrici dell'Ottocento, appartenne alla corrente del romanticismo russo. Il suo salotto letterario ospitò i personaggi più influenti degli anni '30 e '40 del XIX secolo. La sua poesia, generalmente accolta positivamente, non raggiunse lo stesso successo dei suoi colleghi uomini.
La sua prima raccolta fu Das Nordlicht (1833), nella quale incluse sia poesie tedesche che traduzioni in tedesco di poesie russe. Seguì la raccolta Les préludes (1839), dove incluse poesie in francese, sia scritte da lei che traduzioni dall'inglese, polacco, russo e tedesco. Tra le sue traduzioni si ricordano anche le opere di Lev Tolstoj in tedesco e La Pulzella d'Orléans di Friedrich Schiller in francese. Le sue ballate e le sue dume vennero pubblicate nelle maggiori riviste letterarie russe, quali Mosk, OZ e Sovr. Nel 1845 pubblicò la poesia Tri duši ("Tre anime"), dove affronta il tema dell'essere poeta in una società ostile, avendo a che fare con difficoltà insuperabili, frustanti e influenti nel modo di scrivere.
L'opera per la quale viene maggiormente ricordata è la novella Una doppia vita (1848), che affronta le problematiche delle scrittrici dell'epoca nel soddisfare sia le aspettative sociali di donna, sia quelle di carriera in un mondo dominato da uomini, come quello letterario. Scritta sia in prosa che in versi nel periodo di formazione del romanzo russo, la novella offre un preciso spaccato della società russa dell'epoca, una funzione che fu dapprima sottovalutata alla fine del secolo romantico, poi rivalutata positivamente dagli autori delle generazioni successive. La protagonista dell'opera, la poetessa Cecilia, potrebbe aver preso il nome da un'eroina di nome Cäcilie di una poesia dell'autore minore tedesco Ernst Schulze, che Pavlova aveva tradotto anni addietro.
I suoi poemi narrativi trattano tematiche come la politica, la filosofia, la nostalgia per la madrepatria e il ruolo sociale della donna. A Londra venne pubblicato Razgavor v Trianone (1849), censurato in Russia per le sue invettive contro la rivoluzione francese del 1848, in quanto nel paese era vietata la parola "rivoluzione". Seguì Razgovor v Kremle (1854), fortemente critico nei confronti della guerra di Crimea ma sopravvissuto alla censura per via delle posizioni favorevoli sulla grandezza della Russia rispetto all'Inghilterra e alla Francia. Nel 1859 uscì Kvadril', composto da quattro storie in versi con protagoniste che raccontano la loro perdita di innocenza.
Completamente dimenticata negli ultimi anni di vita, la sua opera fu riscoperta dagli autori simbolisti e sarebbe stata fonte di ispirazione per le successive poetesse russe del XX secolo, come Marina Ivanovna Cvetaeva, Sofija Jakovlevna Parnok e Anna Semënovna Prismanova.